# Les Fontenelles
Les Fontenelles település Franciaországban, Doubs megyében. Lakosainak száma 538 fő (2022. január 1.). Les Fontenelles Saint-Julien-lès-Russey és Bonnétage községekkel határos.

## Népesség
A település népességének változása:
| Lakosok száma | 403  | 383  | 417  | 499  | 550  | 566  | 568  | 549  | 527  | 538  |
|               | 1968 | 1982 | 1990 | 2006 | 2013 | 2015 | 2017 | 2019 | 2020 | 2022 |